# 지방도 제1047호선
지방도 제1047호선(악양 ~ 시천선)은 경상남도 하동군 악양면 정동리와 산청군 시천면 외공마을을 잇는 경상남도의 지방도이다. 하동 삼성궁에서 지리산 중산리까지 최단거리로 이어주는 역할을 하고 있다.
2003년부터 현재의 노선이 지정되었다. 2004년 6월 16일에 삼신봉터널이 개통되었다.

## 연혁
- 2003년 2월 20일 : 노선 신설[2]
- 2004년 6월 16일 : 삼신봉터널(하동군 청암면 묵계리 ~ 산청군 시천면 내대리) 4.429km 구간 개통[3]
- 2009년 10월 15일 : 지방도 노선 조정으로 국도 제20호선 폐지구간을 지방도에 포함해 종점을 산청군 시천면 동당리에서 시천면 외공리로 변경[4]
- 2012년 12월 13일 : 산청군 시천면 동당리 (예치터널 진입로) 구간 선형개량[5]

## 주요 경유지
- 하동군
  - 악양면 정동리(지방도 제1003호선과 분기 - 매계리 - 동매리 - 등촌리 - (미포장 구간 : 회남재)
  - 청암면 (미개통 구간 : 회남재) - 삼성궁 - 청학동 - 묵계초등학교 - 묵계리 - 청학동대안학교 - 삼신봉터널 (2,110m)

- 산청군
  - 시천면 삼신봉터널 (2,110m) - 내대리 - 사천교 - 산청학생야영수련원(구 신천초등학교 내대분교) - 예치터널 (348m) - 삼당교 - 삼당교 동단 - 신천초등학교 - 신천리 - (외공마을)

## 중복 구간
- 하동군 청암면 삼성궁 ~ 묵계초등학교 : 지방도 제1014호선과 중복
- 산청군 시천면 삼당교 동단 ~ (외공마을) : 국도 제20호선과 중복

## 도로명
- 하동군 악양면 정동리 ~ 회남재 : 회남재로
- 하동군 청암면 삼성궁 ~ 청학동 : 삼성궁길
- 하동군 청암면 청학동 ~ 묵계초등학교 : 청학로
- 하동군 청암면 묵계초등학교 ~ 산청군 시천면 삼당교 동단 : 삼신봉로
- 산청군 시천면 삼당교 동단 ~ (외공마을) : 지리산대로

## 같이 보기
- 삼신봉터널